# 政府通信本部

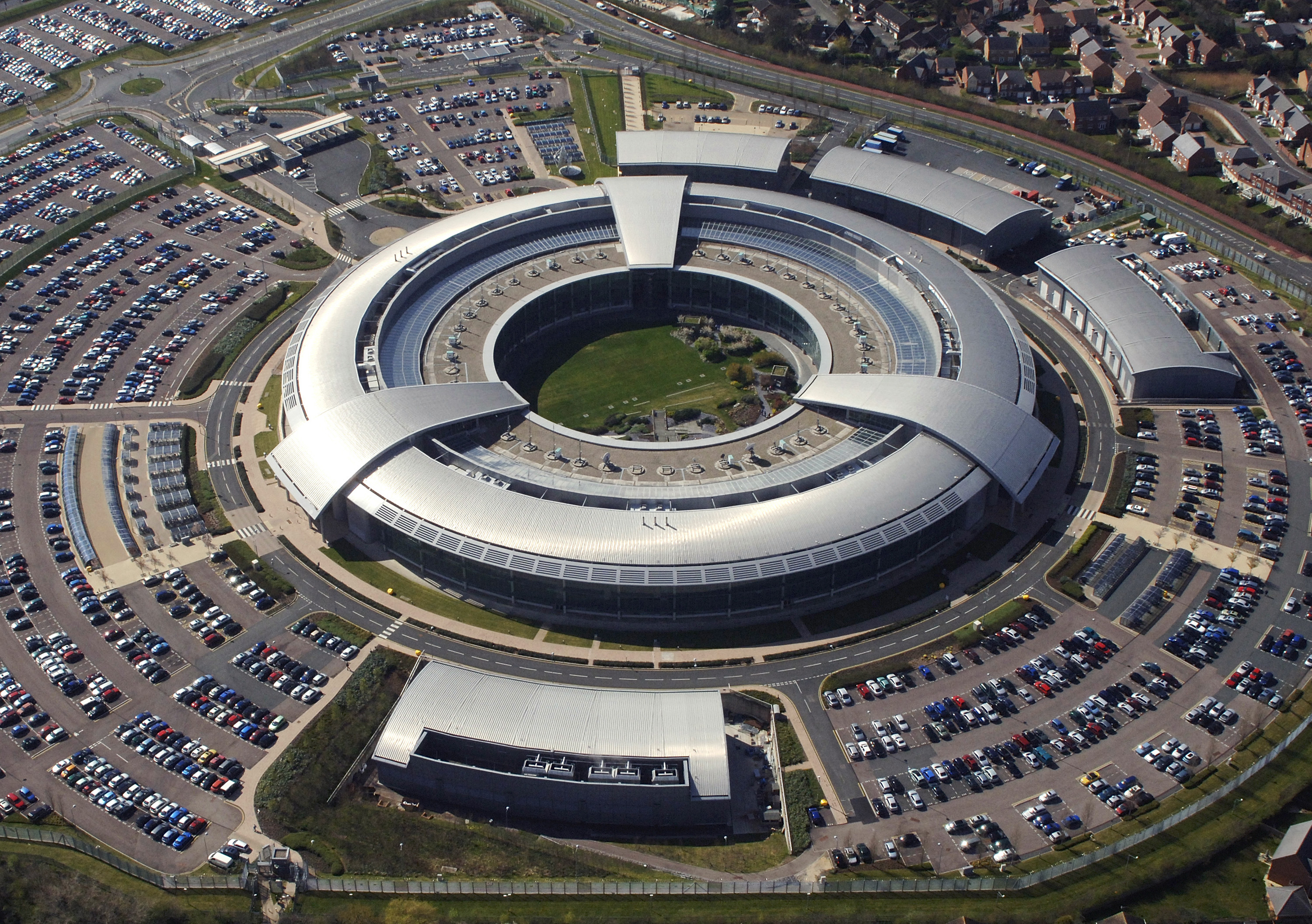
チェルトナムの政府通信本部、2004年9月2日撮影

政府通信本部（せいふつうしんほんぶ、Government Communications Headquarters；略称GCHQ）とは、イギリスの情報コミュニティーにおいて、偵察衛星や電子機器を用いた国内外の情報収集・暗号解読業務（シギント）を担当する情報機関である。

## 概要
機密保持のため、組織上は外務省の機構に含まれ、本部長は外務次官となっているが、実質的には首相直属の独立機関である。イギリス軍基地領域に位置する末端部署は、国防省の機構に編入されている。
前身は第一次世界大戦直後の1919年、ブレッチリー・パークに作られた政府暗号学校（GCCSあるいはGC&CS; Government Code and Cipher School）。第二次世界大戦時、政府暗号学校は、ドイツの解読困難な暗号「エニグマ」を解読できたことで密かに名声を上げた。このことはアラン・チューリングの功績に依るところが大きい。1946年、現在の政府通信本部に改編された。
政府通信本部の庁舎は、2001年に発生したアメリカ同時多発テロ事件で、世界貿易センタービルがハイジャックされた航空機によって攻撃されたのを教訓に、ボーイング747が衝突しても耐えられるよう設計されている。
現在の本庁は、ロンドンの西129km、グロスタシャー州チェルトナムに位置する。職員数は、11,000人に達する。ベッドフォードシャー州チックサンズ、ドイツ、ジブラルタル、トルコ、オマーン、キプロス（アクロティリおよびデケリア）、イースター島に無線傍受施設を有しており、電子スパイ網「エシュロン」に関して、アメリカ国家安全保障局（NSA）と密接な関係を維持している。GCHQとNSAとは姉妹機関であるとされる。GCHQには数百人の言語学者が働き、ヨーロッパ最強のコンピューターシステムが設置されており、いくつかの方面の通信の安全やミサイル発射の確保以外にも、首相の携帯での通信も管理している。
2013年6月16日付ガーディアン（電子版）によると、GCHQはロンドンで開かれた2009年4月のG20首脳会合と同年9月の財務大臣・中央銀行総裁会議において、議長国イギリスが会議で参加各国に対し優位に立つことを目的として、出席者の電話先や電子メールを盗聴していた。さらに、秘密情報部（MI6）と共に、代表団の電子メール情報を収集するため、特殊なプログラムを備えた偽のインターネットカフェも設置していた。当時の首相ゴードン・ブラウンはこうした行為を把握していたとみられている。更に2014年11月には、公開された政府文書により、GCHQを含む複数の政府系情報機関が、弁護士と依頼人の電話通話を傍受することを必要性に応じて認めていたことが判明した。

## 政府暗号学校

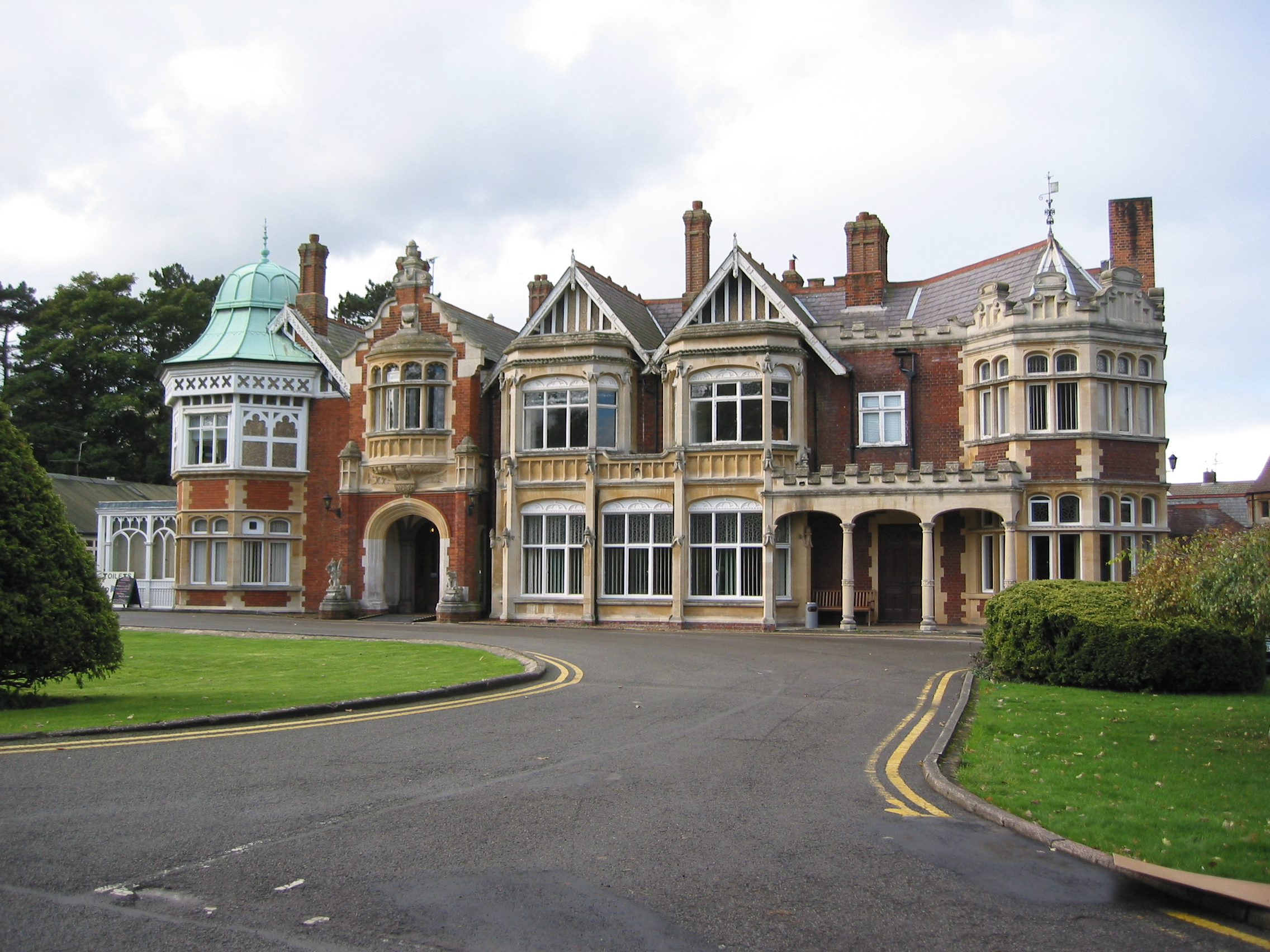
ブレッチリーパーク

政府暗号学校は1919年に海軍の暗号解読機関であるルーム40と陸軍で同様の業務を担当していた軍情報部第1課（Military Intelligence, Section 1）を統合して生まれた。当初の人員は200名程度であったが、第二次世界大戦の最盛期には1万人にまで増加した。
1939年8月、チェルトナム郊外のブレッチリーパークに移設された。チューダー王朝様式の洋館の裏庭には沢山のプレハブ建物が造られた。敷地には余裕があるようで職員が中庭でフラウンダース大会を開いている。
長官（校長）はアラステア・デニストン少佐（かつてルーム40にも所属）、後にエドワード・トラビス中佐になった。トラビスが消極的で役に立たないと思った重要メンバー数人が、チャーチル首相に直訴して装備は一新された。

GC&CS の発展は数学者の採用による。それ以前は一般軍人や言語学者が採用されていたが、世界で初めて暗号の数学的構造に組織的に取り組んだ。数学者の徴用は後に決定的な成果を生む。

### エニグマ通信の解読
この機関の最大の功績は、1940年春にドイツ軍潜水艦の「エニグマ」暗号通信を解読したことである。GCCS は第二次世界大戦直前にポーランド軍の暗号解読機関（マリアン・レイェフスキーが解読の中心）が収集した資料（解読方法も含む）を直接受け取った。これを元に仕組みを解析したのが天才数学者アラン・チューリングである。
他にゴードン・ウェルチマン、スチュアート＝ミルナー・バリー、ジョン・ケアンクロス、コーネル・ヒュー・オドネル・アレグザンダーなどがいた。
2003年、IEEEは第二次世界大戦中のブレッチリー・パーク（政府暗号学校）での暗号解読をIEEEマイルストーンに認定した。

### コヴェントリー空襲の黙認事件
チャーチル首相は、1940年11月のコヴェントリー空襲をエニグマ通信の暗号解読により事前に察知していたが、暗号解読の事実をドイツ軍に悟られないため、空襲警報を出さず同市民を見殺しにしたとされる事件。これには異論もあり、事実なのか捏造なのかは分かっていない。BBCの報道によると、暗号解読には成功したものの標的の都市名がコードネームで記載されていたため、どこの都市が標的なのかまではわからなかったとされる。

## 求人
近年GCHQは、「ネットスパイ」の求人情報をあるサイトで掲載した。その際、就職志願者に対して、このサイトに隠されている秘密のメッセージをクラッキングして探し出し、それを就職志願書に記して提出するよう求めたことで有名である。
また、コンピューターやハイテクに精通した人材確保を目的に、Xbox 360のゲームソフト「スプリンターセル 二重スパイ」でインターネットを通じて求人広告を出した事もある。
この他にも過去に使われた暗号を利用したクイズやクロスワードを収録した書籍を発行している。

## 参考・脚注
1. 1 2 3  “ニュース > ワードBOX > 英国の政府通信本部 (GCHQ)”.  西日本新聞社 (2013年6月17日). 2013年6月21日時点のオリジナルよりアーカイブ。2013年6月22日閲覧。
2. 1 2  B747の衝突にも耐えられるイギリスの諜報機関GCHQ . 中国網日本語版. (2010年12月29日)
3. ↑  共同通信社 (2014年11月7日). “英情報機関が弁護士の電話傍受　公開文書で明らかに”. 47NEWS. 2014年11月7日時点のオリジナルよりアーカイブ。2014年11月7日閲覧。
4. ↑  “The Coventry Blitz 'conspiracy'”. BBC News. (2012年11月10日)
5. ↑  世界情勢を読む会. 面白いほどよく分かる 「タブー」の世界地図. 日本文芸社. ISBN 4537251891.
6. ↑  “英国が誇る諜報機関が「世界一難しいクイズ本」を出版”. 産経ニュース. (2016年11月12日)